# Bekæmp Rotten
Bekæmp Rotten er en propagandafilm instrueret af Valdemar Lauritzen efter manuskript af Mogens Skot-Hansen.

## Handling
Propagandafilm for effektiv bekæmpelse af rotten.